# Oranjebruin breeksteeltje
Het oranjebruin breeksteeltje (Conocybe enderlei) is een schimmel behorend tot de familie Bolbitiaceae. Het leeft als saprotroof op voedselrijke, kleiïge bodems en kan voorkomen in grazige bermen, op dijken en in loofbossen op klei.

## Kenmerken

### Uiterlijke kenmerken
Hoed
De hoed heeft een diameter tot 10 mm. De kleur is okerbruin met een nogal donkerbruin tot roestbruin centrum. Bij natte omstandigheden is de hoed doorschijnend gestreept.
Lamellen
De lamellen zijn lichtbruin en hechten aan de steel. 
Steel
De steel is bleekgeel tot geelbruin en helemaal berijpt door kegelvormige cystiden.

### Microscopische kenmerken
De sporen zijn oranjebruin in KOH-oplossing, ellipsoïde, met vrij dikwandig, zonder kiempore en meten 5-7,5 x 3,5-5 µm (opvallend klein). De basidia zijn 4-sporig.

## Verspreiding
In Nederland komt het oranjebruin breeksteeltje zeldzaam voor.